# دان ليفينسون
دان ليفينسون (بالإنجليزية: Dan Levinson)‏ هو عازف كلارينيت وعازف جاز أمريكي، ولد في 8 يوليو 1965 في لوس أنجلوس في الولايات المتحدة.

## وصلات خارجية
- دان ليفينسون على موقع ميوزك برينز (الإنجليزية)
- دان ليفينسون على موقع أول ميوزيك (الإنجليزية)
- دان ليفينسون على موقع ديسكوغز (الإنجليزية)